# Choisy-le-Roi
Choisy-le-Roi é uma comuna localizada no departamento de Vale do Marne na região da Ilha de França.
Seus habitantes são chamados de Choisyens.

## Toponímia
O nome Choisy vem de Sosiacum, terra ou villa de Sosius.
Nos séculos VIII e IX, Choisy é chamada Cauciacum ou Causiacum.
Em 1739, Luís XV escolheu esse domínio a fim de praticar a caça. É por isso que renomeou a cidade "Choisy-le-Roi".

## História
Choisy apareceria pela primeira vez na história quando o exército de César em 52 a.C., liderado pelo comandante Labieno, teria lutado no território atual da comuna. Seu nome viria de Sociacum, "Villa de Soisus" ou "Socius".
Choisy só é conhecido a partir de 1176, como parte do senhorio de Thiais, que pertencia à abadia de Saint-Germain-des-Prés.
Em 1207, Jean, abade de Saint Germain des Prés, doou aos habitantes de Choisy um fundo de terra para construir uma capela, dedicada a São Nicolau, que, em 1224, foi erguida em paróquia.